# Roger Pandong
Roger Merlin Pandong (* 20. November 1983 in Douala, Kamerun) ist ein französischer ehemaliger Fußballspieler kamerunischer Abstammung.

## Vereine
Das Fußballspielen erlernte Pandong in den Jugendmannschaften des FC Turin und von Leeds United. In der Saison 2004/05 spielte Pandong für den FA-Cup-Sieger von 1983, Brighton & Hove Albion, in der englischen Football League Championship, wo er sich auf Dauer nicht behaupten konnte. Er wechselte, nach zwei Stationen in Griechenland, im Sommer 2006 in die albanische Kampionati Shqiptar zum KS Flamurtari Vlorë, nach nur einer Saison spielte Pandong kurzzeitig bei KF Skënderbeu Korça in Albanien. Im Oktober 2008 kam Pandong zum Oberligisten SVN Zweibrücken. Nach nur einer Saison trennten sich die Wege. Seither spielt Pandong bei SV Waldhof Mannheim in der Fußball-Regionalliga West, bisher allerdings ohne festen Vertrag mit Amateurstatus. Am 31. August 2009 kurz vor Ablauf der Transferfrist gab der SV Waldhof bekannt, Pandong bis 2010 unter Vertrag zu nehmen.
Am 24. April 2010 erzielte Pandong sein erstes Regionalliga Tor für den SV Waldhof im Spiel gegen die SV Elversberg. Am Ende der Saison wurde sein Vertrag nicht verlängert, als Waldhof Mannheim in die Oberliga absteigen musste.

## Privates
- Roger Pandong ist verheiratet und hat drei Kinder.